# Барбадос
Респу́блика Барба́дос (англ. Barbados [bɑːrˈbeɪdɒs] или [bɑːrˈbeɪdoʊs]) — государство в Вест-Индии на одноимённом острове в группе Малых Антильских островов, на востоке Карибского моря. Расположен относительно недалеко от Южно-Американского континента, в 434,5 км на северо-восток от Венесуэлы.
Ближайшими к Барбадосу государствами являются Сент-Люсия и Сент-Винсент и Гренадины, оба находятся к западу от Барбадоса. Площадь острова составляет 430 км², он в основном плоский, с небольшими холмами в середине. Состав почвы указывает на то, что остров не вулканического происхождения и состоит преимущественно из коралловых отложений.
Климат острова тропический с постоянными ветрами — пассатами — со стороны Атлантического океана. Некоторые неразработанные участки острова покрыты мангровыми болотами, на других расположены обширные поля сахарного тростника или большие покатые пастбища с красивыми видами на море.
Барбадос является одной из лидирующих развивающихся стран по уровню жизни и грамотности населения согласно Программе развития ООН (ПРООН), находясь на четвёртом месте среди североамериканских стран. Пользуется большой популярностью как туристическое направление.
30 ноября 2021 года Барбадос сменил форму правления с конституционной монархии на парламентскую республику, продолжая при этом оставаться членом Содружества наций.

## Этимология
Название «Барбадос» происходит либо от порт. Os Barbados, либо от исп. Los Barbados, оба эти слова означают «бородатые». Существует ряд гипотез о происхождении названия. Согласно одной, слово «бородатый» относится к длинным висящим корням растущих на острове фикусов (лат. Ficus citrifolia), согласно другой — к населявшим остров бородатым карибам. Имеется также более экзотическая версия о том, что визуальную иллюзию бороды создавала морская пена, возникавшая у внешних рифов. На географической карте 1519 года, созданной генуэзским картографом Висконте Маджоло, указан и назван остров Барбадос на его подлинном месте. Кроме того, остров Барбуда в группе Малых Антильских островов носит почти такое же название и был назван испанцами Las Barbudas.

## История
Первыми поселенцами на Барбадосе были индейские кочевники. Три волны миграции прошло через остров, которые затем направлялись в сторону Северной Америки. В первую волну вошли представители группы саладоидов — барранкоидов (Saladoid-Barrancoid), коренных жителей Венесуэлы, приплывших на остров на каноэ из долины реки Ориноко примерно в 350 году нашей эры. Они занимались земледелием, рыболовством и изготовлением керамических изделий.
Позднее, примерно в 800 году нашей эры, на остров приплыли индейцы из племени аравак, также с территории Южной Америки. Поселения племени Аравак на острове включают в себя Страуд-Пойнт (англ. Stroud Point), Чендлер-Бэй (англ. Chandler Bay), Сент-Люкс-Галли (англ. Saint Luke’s Gully) и Мэпс-Кейв (англ. Mapp’s Cave). Согласно записям потомков племени с других соседних островов, первоначально остров назывался Ичиригоуганаим (Ichirouganaim). В XIII веке остров заселили индейцы племени карибов, вытеснив оттуда оба предшествующих племени. В течение нескольких последующих столетий карибы, как до них племена араваков и саладоидов-барранкоидов, изолированно жили на острове.
Имя «Барбадос» пришло от португальского исследователя Педру Кампуша (порт. Pedro Campos) в 1536 году, который вначале назвал остров Os Barbados («бородатые») из-за обилия произраставших на нём фиговых деревьев, обвитых похожими на бороды эпифитами. Между 1536 и 1550 годами испанские конкистадоры захватили на острове много карибов и использовали их на плантациях в качестве рабов. Некоторые карибы всё же сбежали с острова.
Британские моряки, высадившиеся на острове в 1620-х годах на месте нынешнего города Хоултаун, обнаружили остров необитаемым. Со времён первых британских поселенцев в 1627—1628 годах до обретения независимости в 1966 году, Барбадос находился под непрерывным британским контролем. Тем не менее, Барбадос довольствовался предоставленной ему широкой автономией. Его парламент, Палата Законодательного собрания (англ. House of Assembly), был образован в 1639 году. Среди первых важных британских представителей был сэр Уильям Куртен (англ. sir William Courten).
Начиная с 1620-х годов на остров было доставлено большое количество чернокожих рабов. 5000 местных жителей умерло в 1647 году от лихорадки, а десятая часть рабов была убита плантаторами-роялистами во время английской революции в 1640-е годы из-за опасения, что идеи движения Левеллеров могут распространиться среди рабов, если парламент возьмёт власть в свои руки.

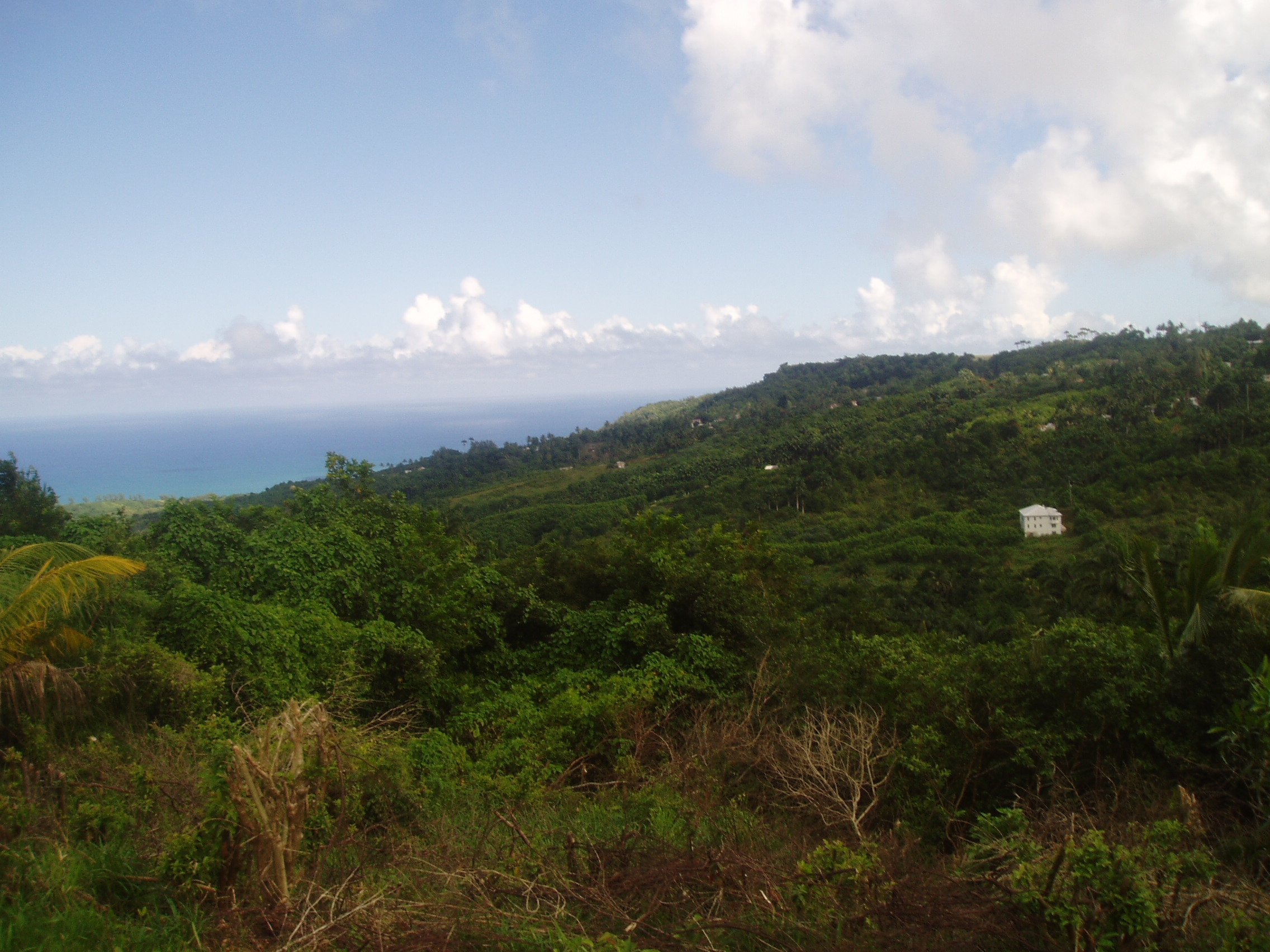
Вид на Барбадос с холма в центральной части острова

В те времена на остров переселилось большое количество служащих по контракту, большей частью из Ирландии и Шотландии. К тому же в 1659 году на остров прибыло большое количество шотландцев и ирландцев. Во времена английского короля Якова II и других королей из династии Стюартов на остров также завозились работники (англ. indentured laborers) и заключенные шотландского и английского происхождения, например в 1685 году при подавлении восстания Монмута в Англии. Их современные потомки иронично называют себя «красноногими» (англ. Redlegs) и являются одним из бедных слоёв населения современного Барбадоса. Из-за того, что африканское население было лучше приспособлено к местному климату и слабовосприимчиво к тропическим болезням, а также из-за более частой эмиграции белого населения при первой же возможности, преимущественно белое население в XVII веке сменилось в подавляющем большинстве чернокожим к XX веку.
Поскольку сахарная индустрия стала основной коммерческой деятельностью на острове, Барбадос был разделён на большие поместья плантаций, которые сменили маленькие участки первых британских поселенцев. Некоторые из смещённых фермеров перебрались в британские колонии Северной Америки, в особенности в Южную Каролину. Для работы на плантациях в Барбадос и другие карибские острова завозились рабы из Западной Африки. Работорговля была прекращена в 1804 году. Однако ещё продолжающееся угнетение привело в 1816 году к крупнейшему в истории острова выступлению рабов — восстанию Буссы. Около тысячи человек погибло в восстании за свободу, 144 человека были казнены, и ещё 123 депортированы королевской армией. 18 лет спустя, в 1834 году, рабство в британских колониях было, наконец, отменено. В Барбадосе и других британских колониях в Вест-Индии полной эмансипации от рабства предшествовал шестилетний период обучения.
Однако в последующие годы благодаря имущественному цензу при голосовании на выборах владельцы плантаций и британские торговцы всё ещё доминировали в местной политике. Более 70 % населения, включая не имеющих гражданских прав женщин, были исключены из демократического процесса. Так продолжалось до 1930-х годов, когда потомки освобождённых рабов организовали движение за трудовые и политические права, вылившееся в волну забастовок и других рабочих выступлений. Среди лидеров этого движения были Клемент Пэйн, высланный в итоге с острова, и Грэнтли Адамс, основавший Барбадосскую лейбористскую партию, позднее в 1938 году переименованную в Барбадосскую Прогрессивную Лигу (англ. Barbados Progressive League). Несмотря на то, что он являлся преданным сторонником монархии, Адамс и его партия требовали больших прав для бедных слоёв населения. Прогресс в сторону демократического правительства был достигнут в 1942 году, когда имущественный ценз был понижен и женщины получили избирательное право. К 1949 году власть у плантаторов была вырвана, и в 1958 году Адамс стал премьер-министром страны.
С 1958 по 1962 годы Барбадос был одним из десяти членов Федерации Вест-Индии, националистически настроенной организации, выступавшей за независимость британских колоний в регионе. Монархически настроенный Адамс не мог более отвечать нуждам народа. Эррол Барроу, крупный реформатор, вышел из партии Адамса и основал Демократическую лейбористскую партию как либеральную альтернативу Барбадосской Прогрессивной Лиги и в 1961 году сменил Адамса на посту премьера.
С роспуском Федерации Барбадос вернулся к своему прежнему статусу самоуправляемой колонии. В июне 1966 года остров вступил в переговоры с Великобританией о своей независимости, и 30 ноября 1966 года независимость острова была официально провозглашена, а Эррол Барроу стал её первым премьер-министром. Второй глава правительства — Том Адамс, сын Грэнтли Адамса — проводил в 1976—1985 правый проамериканский курс, участвовал в интервенции на Гренаду 1983. Впоследствии политика лейбористский правительств эволюционировала в центристском направлении.
30 ноября 2021 года Барбадос формально отменил верховенство власти британской Короны, в законодательном порядке закрепив её за президентом страны. На церемонии по этому случаю уроженке страны певице Рианне присвоили звание национального героя республики.

## Политическое устройство

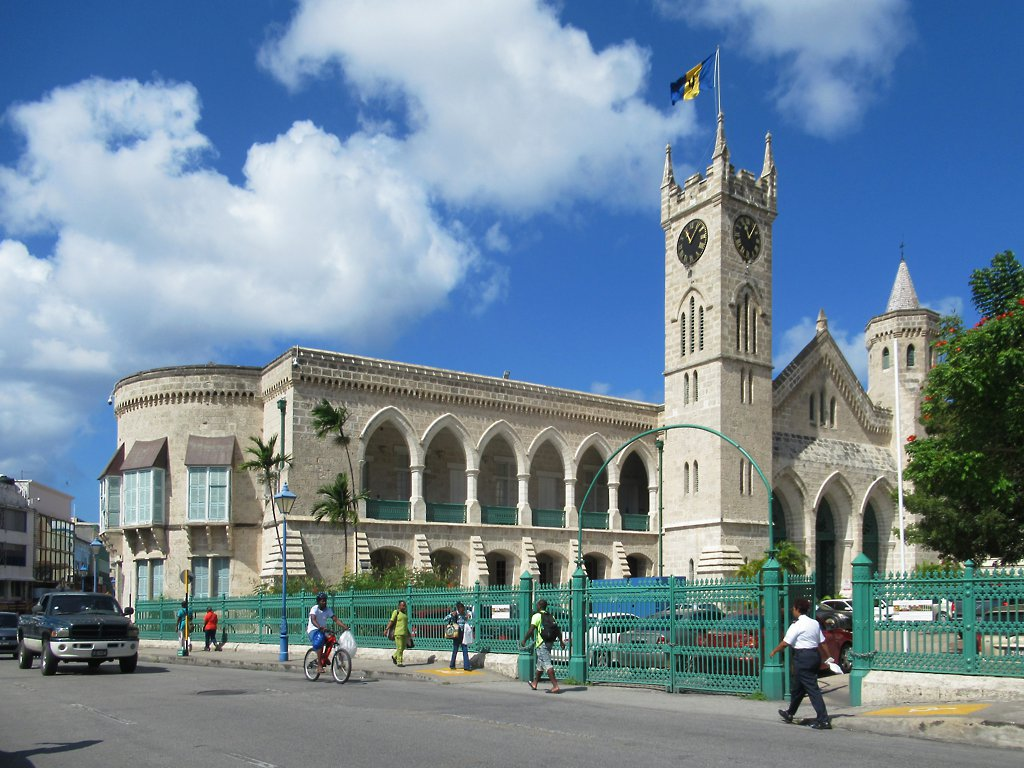
Здание парламента

До 30 ноября 2021 года Главой государства являлась Елизавета II, представленная на острове генерал-губернатором. 16 сентября 2020 года премьер-министр Миа Моттли объявила о намерении превратить Барбадос в республику, отказавшись от связей с британской Короной. С 30 ноября 2021 года Барбадос является республикой и главой государства является президент, избираемый парламентом сроком на 4 года.
Законодательная власть принадлежит парламенту, состоящему из Палаты собрания (28 членов, избираемых населением на 5 лет) и Сената (21 сенатор). 12 членов Сената назначаются по представлению премьер-министра, 2 — по представлению лидера оппозиционной партии в нижней палате парламента, 7 — по личному усмотрению президента республики).
Исполнительную власть осуществляет правительство во главе с премьер-министром, лидером партии парламентского большинства, которое ранее утверждалось генерал-губернатором. Политические партии: Барбадосская лейбористская партия — правящая с 1994 г.; Демократическая лейбористская партия; Национальная демократическая партия.
Поправки к конституции могут приниматься в качестве парламентского акта, который был принят обеими палатами, за исключением ключевых статей, для принятия которых достаточно большинства — двух третей голосов каждой палаты. К подобным ключевым статьям относятся положения о гражданстве, правах и свободах, президенте, составе парламента и его сессиях, каникулах и роспуске, всеобщих выборах, назначении сенаторов, исполнительной власти Барбадоса, судебном устройстве, государственной гражданской службе и финансах.
Законодательная система основана на английском прецедентном праве, за исключением того, что записанная конституция признаётся выше парламента; кроме того, существуют Высший суд и Апелляционный суд.

### Внешняя политика
С 4 июля 1973 года Барбадос входит Карибское сообщество (КАРИКОМ). Барбадос также является членом Карибского банка развития (CDB). Региональная система обороны (RSS) включает в себя Барбадос и ещё шесть стран Организации восточно-карибских государств (OECS). В июле 1994 года Барбадос присоединился к недавно созданной Ассоциации карибских государств (ACS).
В 2008 году Барбадос и другие члены КАРИКОМ подписали Соглашение об экономическом партнерстве с Европейским союзом и Европейской комиссией.

## Географические данные

карта Барбадоса

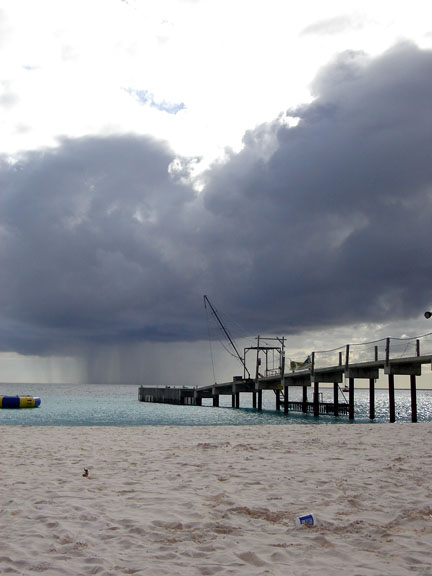
Пляж возле Бриджтауна, Барбадос

Барбадос — относительно плоский остров, плавно восходящий по направлению к центральной части. Самая высокая точка Хиллаби (англ. Mount Hillaby) высотой 336 метров над уровнем моря находится в Шотландском районе острова. На острове нет постоянных рек, основная часть суши представляет собой коралловый известняк. Остров расположен в некотором отдалении от других островов Карибского моря. Климат острова мягкий тропический, сезон дождей длится с июня по октябрь.
Остров находится несколько в стороне от традиционного ураганного пояса, на его южной оконечности. Тем не менее, примерно каждые 3 года остров оказывается в зоне прохождения ураганов, а частота прямого удара стихии составляет примерно раз в 26,6 лет.
Остров административно поделён на 11 округов: Крист-Черч, Сент-Эндрю, Сент-Джордж, Сент-Джеймс, Сент-Джон, Сент-Джозеф, Сент-Люси, Сент-Майкл, Сент-Питер, Сент-Филип и Сент-Томас.
В округе Сент-Майкл находится столица и главный город Барбадоса Бриджтаун. Другие города на острове — Хоултаун (англ. Holetown) в округе Сент-Джеймс, Ойстинс (англ. Oistins) в округе Крист-Черч и Спейтстаун (англ. Speightstown) в округе Сент-Питер.
В ширину остров достигает 23 километра, в длину — 34 километра в самой широкой его части.

## Экономика

Плантации сахарного тростника на острове

Республика Барбадос является одной из лидирующих развивающихся стран по ИРЧП, грамотности, образованию, доходам и продолжительности жизни. В Североамериканском регионе выше Барбадоса по многим социально-экономическим показателям стоят только США, Канада и Панама. Барбадос — развивающееся государство, специализирующееся на международных услугах.
Преимущества: хорошо развит туризм (располагающий климат, развитая транспортная инфраструктура). Сахарная промышленность. Информационные технологии и сфера финансовых услуг — новые направления экономического развития.
Слабые стороны: узкая экономическая база, зависимость от туристического сезона; неурожаи сахара. Зависимость от рыночных и биржевых колебаний.
Исторически экономика Барбадоса всегда была зависима от культивирования сахарного тростника и относящейся к нему деятельности. В середине 1980-х годов экономика столкнулась с определёнными трудностями вследствие политики властей, но в последнее время после осуществления пакета структурных преобразований по рекомендации МВФ вернулась к экономическому росту. К тому же, экономика была удачно диверсифицирована в сторону увеличения индустрии туризма и лёгкой промышленности. На острове широко представлены офшорные финансовые и информационные институты. С конца 1990-х годов на острове наблюдается строительный бум — повсюду появляются новые отели, жилые дома, офисы и т. д.
Правительство продолжает бороться с безработицей, приветствует иностранные инвестиции в экономику и приватизирует оставшиеся государственные предприятия. Ранее безработица упала на 14 %, а в последнее время ещё на 10 %.
В 2001 и 2002 годах рост экономики несколько снизился из-за уменьшения туристического наплыва, покупательской активности и последствий террористических атак 11 сентября 2001 года, но в 2003 году вернулся на прежние показатели, а в 2004 году превысил их. Традиционными торговыми партнёрами Барбадоса являются Канада, Карибское Сообщество (особенно Тринидад и Тобаго), Великобритания и США.
Входит в международную организацию стран АКТ.
После заключения в 2003 году соглашения с Канадой о предоставлении инвестиций в страну на сумму 25 миллионов канадских долларов, деловые связи и инвестиционные потоки на острове заметно увеличились. По некоторым сведениям, самым богатым постоянным жителем острова является канадский бизнесмен Юджин Мелник из Торонто.
Основа экономики — выращивание сахарного тростника и экспорт сахара, туризм.

## Туристическая информация
Международный аэропорт Грэнтли Адамса (Grantley Adams, GAIA) принимает прямые рейсы из США, стран Карибского региона и европейских аэропортов и является основным связующим узлом на восточных Карибах. В настоящее время в аэропорту проводятся работы по расширению и улучшению качества обслуживания.
На острове расположены ряд отелей международного класса. Также можно заранее зарезервировать небольшую гостиницу либо виллу. Среди туристов наиболее популярны западные и южные берега острова с лазурным карибским морем и пляжами из белого песка. Вдоль восточного атлантического побережья сильное волнение, что создаёт хорошие условия для сёрфинга, хотя при отливе есть определённый риск. Место «Soup Bowl» довольно популярно для любителей этого вида спорта.
Посещение магазинов беспошлинной торговли также пользуется популярностью среди туристов. Ночная жизнь в Барбадосе крутится в больших туристических районах вроде Saint Lawrence Gap. Другие развлечения включают в себя посещение заповедника «Заповедник дикой природы» (англ. Wildlife Reserve), покупка ювелирных изделий, дайвинг, экскурсионные полёты на вертолёте, гольф, фестивали, исследование пещер, экзотические напитки и многое другое.

## Транспорт
Основой общественного транспорта в Барбадосе является автобусное сообщение. Три автобусные системы работают 7 дней в неделю (в воскресенье реже), стоимость проезда 2,00 барбадосских доллара. Наряду с большими синими муниципальными автобусами Барбадосской Транспортной Системы автобусное сообщение также представлено частными маршрутными такси, называемым ZR’s (произносится как «зэд-арс»), а также компании «minibuses», которые объезжают все значимые места на острове. Эти микроавтобусы иногда могут быть переполненными, но обычно выбирают наиболее зрелищные места для путешествий. Эти автобусы обычно отходят либо из столицы Бриджтауна, либо из города Спейтстаун на севере острова.

## Население
- 92,4 % — чернокожие и мулаты
- 3,1 % — смешанного происхождения
- 2,7 % — белые
- 1,3 % — выходцы из Индии
- 0,5 % — прочие

Динамика прироста населения, данные 2015 года.

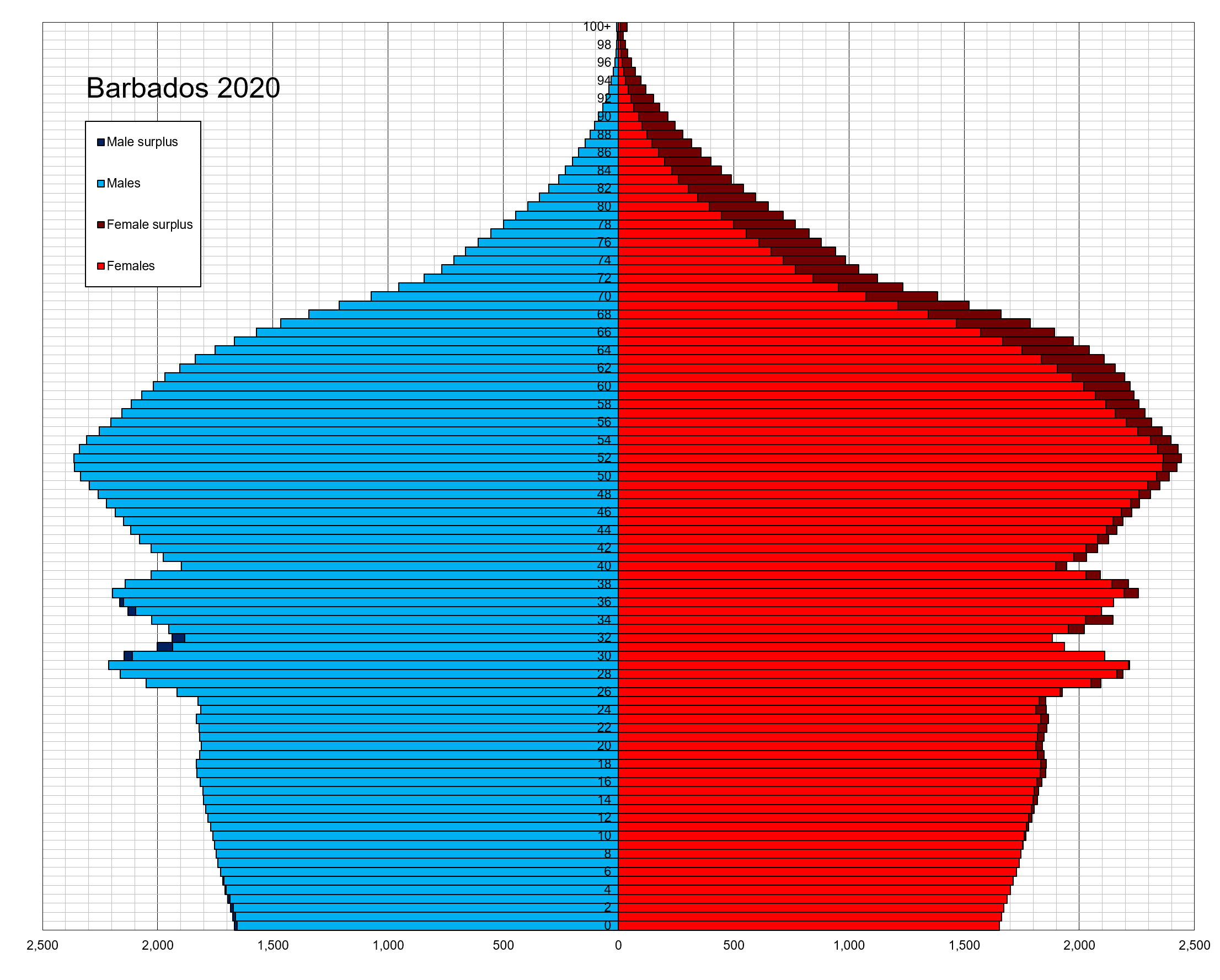
Возрастно-половая пирамида населения Барбадоса на 2020 год

Население Барбадоса составляет 294 560 человек, прирост населения составляет 0,23 % (данные 2020 года). Около 90 % населения (называющего себя бэйджанс (Bajans)) являются чернокожими (афро-бэйджанс), большей частью потомками рабов, работавших на плантациях сахарного тростника. Оставшаяся часть населения включает в себя европейскую группу (англо-бэйджанс), азиатов, хинди-бэйджанс и влиятельную мусульманскую группу с Ближнего Востока (араб-бэйджанс), в основном потомков переселенцев из Сирии и Ливана.
Другие национальные группы включают в себя выходцев из США, Канады, Великобритании или приехавших на заработки латиноамериканцев. Вернувшихся из США барбадосцев называют «янк-бэйджанс», что для некоторых является оскорбительным.
Официальный язык в Барбадосе английский, местный диалект которого называют «бэйджан» (Bajan).

### Религия
75,6 % жителей исповедуют христианство. Англиканская церковь является крупнейшей религиозной организацией Барбадоса, объединяя около 70 000 верующих, из которых 67 % являются активными прихожанами. Второй по численности религиозной группой являются адвентисты седьмого дня, к которым принадлежат 16 000 жителей Барбадоса. На третьем месте по численности находятся приверженцы католицизма, к которому причисляют себе 11 000 жителей острова. Представлены также пятидесятники, методисты и баптисты. Есть индуизм и мусульманские меньшинства.

## Здравоохранение
Так же, как и в других странах Содружества наций, медицинская помощь гражданам Барбадоса финансируются государством. Медицинские учреждения представлены Госпиталем королевы Елизаветы в Бриджтауне и более чем 20 поликлиниками по всей территории страны.

## Образование
Образование на Барбадосе построено по британской модели. Расходы на образование составляют около 20 % годового бюджета страны. Уровень грамотности близок к 100 %. На Барбадосе функционируют более 70 начальных школ, более 20 средних школ, а также ряд частных школ. Учреждения высшего образования: Общественный колледж Барбадоса, Политехнический колледж имени Самюэля Джекмана Прескода, кампус Кэйв Хилл Университета Вест-Индии.

## Культура и спорт
В Барбадосе в большей степени, чем на других островах Вест-Индии, присутствует влияние английской культуры. Прекрасным примером этого служит национальный вид спорта — крикет. Из Барбадоса вышли несколько известных игроков крикета — Гарфилд Соберс (англ. Garfield Sobers) и Фрэнк Уоррелл (англ. Frank Worrell). В 2007 году Барбадос принимал у себя чемпионат мира по крикету. Также на острове проводятся ежегодные соревнования по гольфу Barbados Open. Ежегодный чемпионат мира по гольфу WGC-World Cup в 2006 году также прошёл в Барбадосе.
Самым большим культурным событием Барбадоса является фестиваль — карнавал «Crop Over Festival», посвящённый сбору урожая сахарного тростника. Фестиваль включает в себя музыкальные конкурсы и другие традиционные развлечения. Он начинается в начале июля и заканчивается большим костюмированным парадом в День Кадумент (англ. Kadooment Day) в первый понедельник августа. В январе здесь проводится джазовый фестиваль, на который съезжаются знаменитые музыканты со всех уголков земли. В октябре же на Барбадосе встречаются юные любители джаза. Две последние недели мая посвящены кельтскому фестивалю — везде звучат шотландские и уэльские мотивы. Официальным послом культуры Барбадоса является певица Рианна.

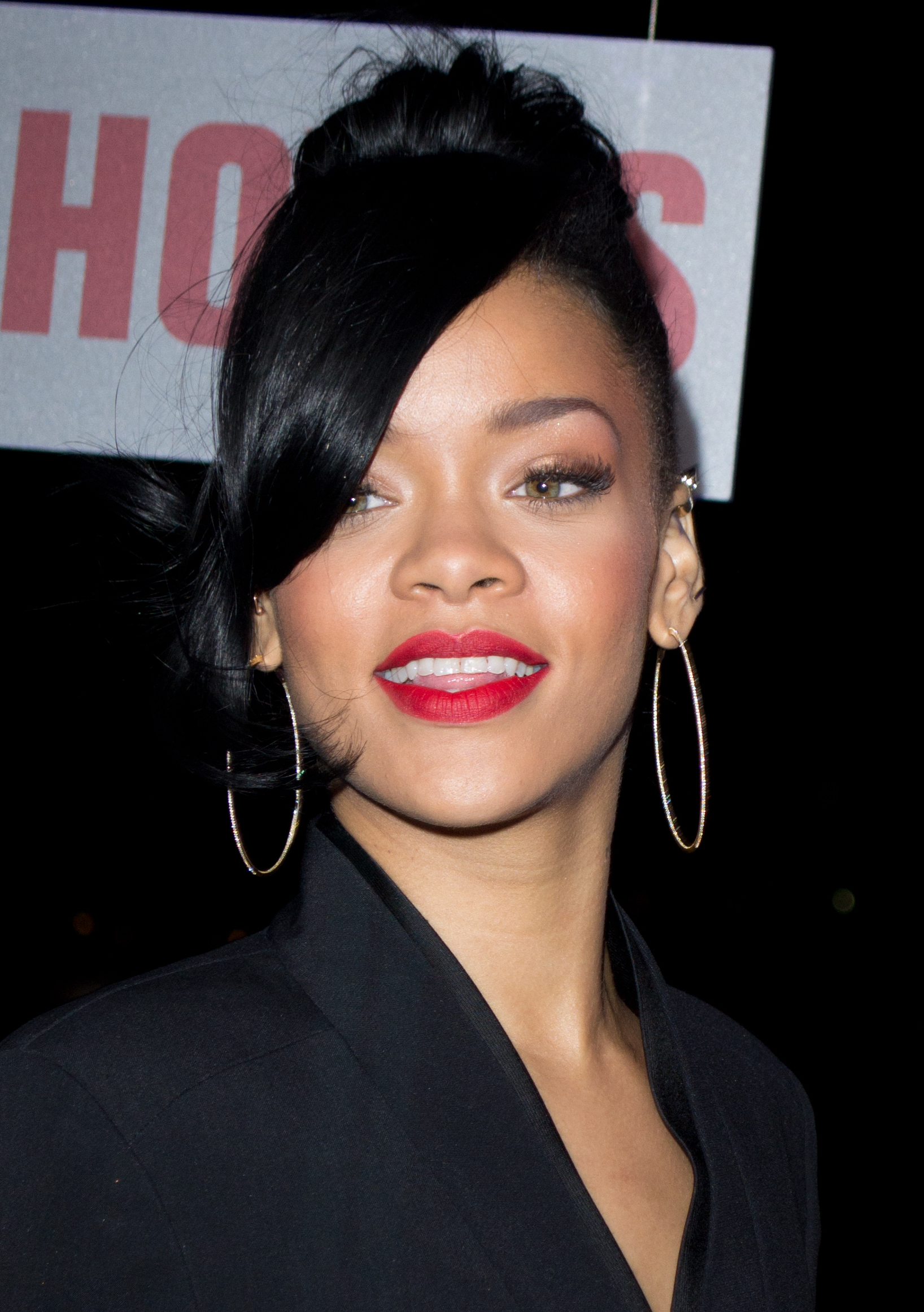
Рианна

### Музыка
Музыка Барбадоса включает самобытные национальные стили народной и популярной музыки, включая элементы западной классической и религиозной музыки. Культура Барбадоса представляет собой синкретическое сочетание африканских и британских элементов, и музыка острова отражает это сочетание через типы и стили песен, инструменты, танцы и эстетические принципы.
Барбадосские народные традиции включают движение Landship, которое представляет собой сатирическую неформальную организацию, основанную на британском флоте, чайные собрания, группы тук и многочисленные традиционные песни и танцы. На современном Барбадосе к популярным стилям относятся калипсо, спуж, современная фолк и музыка мира. Барбадос, наряду с Гваделупой, Мартиникой, Тринидадом, Кубой, Пуэрто-Рико и Виргинскими островами, является одним из немногих центров карибского джаза.

### Официальные праздники
- 1 января — Новый Год
- 21 января — День премьер-министра Эррола Барроу
- Конец марта — начало апреля — страстная пятница
- Конец марта — начало апреля — пасхальный понедельник
- 1 мая — День труда
- Восьмой понедельник после пасхи — Духов день
- Первый понедельник августа — праздник кадумент
- Первый понедельник октября — день объединённых наций
- 30 ноября — День Независимости
- 25 декабря — Рождество
- 26 декабря — День рождественских подарков

## Национальные символы

### Цветок
Национальным цветком Барбадоса является вид бобовых — цезальпиния красивейшая (Caesalpinia pulcherrima), растущая на острове. Её называют «красной гордостью Барбадоса».

### Герб
На щите изображено дерево — бородатый фикус. Воздушные корни этих деревьев, сплетающиеся с ветвями, которые спускаются до земли, по одной из версий, побудили первооткрывателей острова — испанцев — назвать их «барбудос» (бородатыми). Впоследствии это название в несколько изменённом виде распространилось и на сам остров. Многообразную тропическую растительность страны представляют на гербе также два цветка местного растения, известного под названием «красная гордость Барбадоса». Животный мир острова и омывающих его вод олицетворяют щитодержатели — дельфин и бурый пеликан. Рыцарский шлем над щитом традиционен для геральдики бывших британских владений. Венок и намёт имеют жёлто-красную расцветку, соответствующую цветам гербового щита и орхидей на нём. Увенчивающая герб рука держит два стебля сахарного тростника, выращивание которого на протяжении столетий является основой монокультурной экономики Барбадоса. Девиз в переводе с английского языка означает «Гордость и трудолюбие».

## Вооружённые силы
Военный бюджет 13 млн долларов (2001). Регулярные ВС 610 чел. Резерв 430 чел. Комплектование: на добровольной основе. Моб. ресурсы 72,3 тыс. чел., в том числе годных к военной службе 49 700.
Сухопутные войска: 500 человек (Барбадосский полк, создан в 1902 году, участвовал в обеих мировых войнах и в оккупации Гренады в 1983 году; в настоящее время укомплектованы три роты — штабная, специальных операций, технической поддержки).
ВВС: нет.
ВМС: 110 чел., 6 ПКА

### Правительственные
- Официальный сайт правительства Барбадоса Архивная копия от 30 апреля 2008 на Wayback Machine (англ.)
- Официальный сайт Парламента Барбадоса Архивная копия от 4 марта 2009 на Wayback Machine (англ.)
- Парламент — некоторые факты о Барбадосе (англ.). Архивировано из оригинала 1 декабря 2008 года.
- Сайт Центрального банка Барбадоса Архивная копия от 6 января 2011 на Wayback Machine (англ.)
- Инвестиции и развитие Барбадоса Архивная копия от 5 ноября 2005 на Wayback Machine (англ.).